# 台東区立駒形中学校
台東区立駒形中学校（たいとうくりつ こまがたちゅうがっこう）は、東京都台東区北上野2丁目にある公立中学校である。

## 沿革
- 1947年（昭和22年）4月1日 - 台東区立松葉小学校内に台東区立駒形中学校開校。
- 1956年（昭和31年）
  - 4月1日 - 台東区立金竜小学校内に第2分校設置。
  - 9月1日 - 台東区山伏町46番地（現在地）に校舎移転。
- 1957年（昭和32年）
  - 11月6日 - 独立校舎完成記念として、校歌制定。
  - 11月9日 - 創立10周年記念式典挙行。
- 1962年（昭和37年）5月2日 - 創立15周年記念式典挙行。
- 1964年（昭和39年）9月1日 - 校舎改修工事のため分校（1学年が清島分校、2学年が金竜分校、3学年が本校）設置。
- 1967年（昭和42年）11月2日 - 創立20周年記念式典挙行。
- 1977年（昭和52年）11月17日 - 創立30周年記念式典挙行。
- 1987年（昭和62年）
  - 4月1日 - 新校舎が完成し、移転。
  - 11月6日 - 創立40周年記念式典挙行。
- 1997年（平成9年）11月1日 - 創立50周年記念式典挙行。
- 2017年（平成29年）11月11日 - 創立70周年記念式典挙行。

## 学校行事
- 4月 - 入学式
- 5月 - 3学年修学旅行
- 6月 - 2学年霧ヶ峰移動教室
- 7月 - 駒中まつり（文化祭）、林間学校
- 9月 - 2学年職場体験、運動会
- 2月 - 2学年・1学年校外学習
- 3月 - 合唱コンクール、卒業式

## 生徒数
| 学年 | 1年 | 2年 | 3年 | 特別支援 | 合計 |
| ---- | --- | --- | --- | -------- | ---- |
| 学級 | 4   | 4   | 3   | -        | 11   |
| 生徒 | 121 | 134 | 96  | -        | 351  |

- 2023年（令和5年）4月15日時点

## 通学区域
出典
- 元浅草1丁目（14番～21番）
- 元浅草2丁目（全域）
- 元浅草3丁目（17番・18番）
- 元浅草4丁目（全域）
- 西浅草2丁目（全域）
- 西浅草3丁目（全域）
- 松が谷1丁目（全域）
- 松が谷2丁目（全域）
- 松が谷3丁目（全域）
- 松が谷4丁目（全域）
- 北上野2丁目（1番～12番・15番）
- 東上野6丁目（全域）

## アクセス
- 台東区コミュニティバス「めぐりん」
  - 「南めぐりん」で、「北上野」停留所下車後、徒歩約30秒。
  - 「東西めぐりん」で、「北上野二丁目」停留所下車後、徒歩約5分。
- 都営バス「上26」・「草41」の各系統で、「入谷鬼子母神」又は「中入谷（台東区）」停留所下車後、徒歩約6分。
- 東京メトロ
  - 日比谷線入谷駅（出口1）から、徒歩約5分。
  - 銀座線稲荷町駅（出口3）から、徒歩約10分。
- JR東日本
  - 新幹線・在来線各線の上野駅（入谷口）から、徒歩約15分。
  - 山手線・京浜東北線鶯谷駅（南口）から、徒歩約15分。

## 学校周辺
- 台東区台東清掃事務所北上野分室 - 台東区道をはさんで、敷地が隣接。
- 親疎通り（台東区道）
- 台東区立新坂本児童遊園 - 親疎通り（台東区道）をはさんで、敷地が隣接。
- セブンイレブン台東北上野2丁目店
- 清洲橋通り（台東区道）
- 国道4号線（昭和通り）
- 首都高速道路1号上野線
  - 入谷出入口
- 左衛門橋通り（台東区道）
- 入谷南公園

## 卒業生
- 尾藤イサオ - 歌手
- 安達大 - タレント
- 松山恭助 - フェンシング